# Angelic Layer
Angelic Layer (エンジェリックレイヤー, Enjerikku Reiyā) is een 26 hoofdstukken tellende Japanse manga en een 26 afleveringen tellende anime van CLAMP.
Het verhaal gaat over een meisje dat per toeval in aanraking komt met het spel "Angelic Layer" en zich ontpopt tot een talentvolle speler. Het speelt zich af in hetzelfde universum als het latere werk van CLAMP Chobits.

## Plot
Angelic Layer draait om Misaki Suzuhara, een meisje dat naar Tokio verhuist om bij haar tante, Shouko Asami, te gaan wonen. Als ze net in Tokio is aangekomen ziet ze toevallig op een groot televisiescherm een wedstrijd van Angelic Layer met een witte "angel" genaamd Athena. Hierdoor raakt ze geïnteresseerd in het spel Angelic Layer: een speler oftewel Deus bestuurt door middel van een headset een pop oftewel "angel". Deze poppen kunnen op een speciaal veld genaamd "layer" bewegen door middel van gedachtebesturing. Het verloop van het verhaal laat de avonturen zien van Misaki bij het spelen van Angelic Layer.

## Personages
Misaki Suzuhara
Een lief en verlegen meisje van 12 jaar (alhoewel ze in de manga wat hyperactiever is dan in de anime). Ze is verhuisd vanuit het platteland, waar ze bij haar grootouders woonde, naar Tokio waar ze bij haar tante gaat wonen. Omdat ze nogal klein en niet goed in sport is voelt ze zich nogal ongemakkelijk, maar ziet Angelic Layer als een manier om te laten zien dat lengte er niet toe doet. Haar "angel" is Hikaru. Haar bijnaam is "Misakichi" en ze wordt ook wel "miracle rookie" genoemd.
Ichiro Mihara ("Icchan")
Hij draagt altijd een witte jas en noemt zichzelf "Icchan" om z'n ware naam verborgen te houden voor Misaki. Hij is zeer excentriek en houdt ervan om Misaki te laten schrikken. Als het op Angelic Layer aankomt is hij echter zeer serieus en ingenieus. Hij is de bedenker van Angelic Layer.
Hatoko Kobayashi
Een zeer intelligent meisje van 5 dat zeer talentvol is met Angelic Layer. Zij is de beste vriendin van Misaki en haar begeleider in Angelic Layer. Haar "angel" is Suzuka.
Kotaro Kobayashi
De oudere broer van Hatoko. Hij is 12 jaar en zit in dezelfde klas als Misaki. Hij is vaak het slachtoffer van de martial arts-technieken van Tamayo. Hij is in zekere mate verliefd op Misaki.
Tamayo Kizaki
Zij is 12 jaar en een vriendin en klasgenoot van Misaki. Zij is de bedenker van Misaki's bijnaam en oefent graag haar technieken uit op Kotaro. Ze is al jaren heimelijk verliefd op Kotaro, maar deze heeft dat niet door.
Ohjiro Mihara
De jongere stiefbroer van Ichiro en zeer goed in Angelic Layer. Zijn "angel" is Wizard.
Shuko Suzuhara
De moeder van Misaki en de oudere zus van Shoko. In de anime verliet ze 7 jaar eerder Misaki om in het geheim een behandeling te zoeken voor een neurologische aandoening in haar benen. Deze behandelmethode was de basis voor Angelic Layer en Shuko is de onbetwiste kampioen van het spel. Haar "angel" is Athena.
Sai Jounouchi
Ook wel bekend als de "ijsmachine". Een groot en stil meisje dat nauwelijks emoties toont. Ze speelt Angelic Layer vanwege haar terminaal zieke zusje. Die laatst ontwierp haar "angel" Shirahime, maar stierf voordat Sai de angel kon maken. Ze is de vriendin van Kaede.
Kaede Saito
Een stil en wijs meisje dat vrienden is met Sai Jounouchi. Ze is ogenschijnlijk niet het type voor Angelic Layer, maar is een van de betere spelers. Haar "angel" is Blanche.
Masaharu Ogata
Een van Icchans ondergeschikten achter de schermen bij Angelic Layer. Hij is vaak het slachtoffer van diverse straffen die Icchan uitdeelt vanwege de fouten die hij maakt.
Hiromi Fujimori
De vrouwelijke collega van Ogata. Ze houdt ervan om hem te plagen (en spant vaak samen met Icchan), maar heeft ergens wel gevoelens voor hem.
Shoko Asami
De tante van Misaki en de jongere zus van Shuko. Misaki moet haar aanspreken met "miss Shoko" in plaats van tante omdat ze nog steeds een "jonge aantrekkelijke verslaggeefster" is. Misaki woont samen met haar in Tokio.
Ringo Seto
Een popidool dat zich met Angelic Layer bezighoudt tegen de wensen in van haar manager. Haar "angel" is Ranga.